# Abisso Byrd
L’abisso Byrd è un abisso marino situato nella parte meridionale dell'Oceano Pacifico. Con i suoi 8582 m di profondità è il punto più profondo del bacino del Pacifico meridionale.

## Geografia
L'abisso Byrd si trova poco a nord del punto di congiunzione tra l'Oceano Pacifico e l'Oceano antartico, circa 760 km a nord dell'Isola Scott e circa 1000 km a sudovest della neozelandese Isola Campbell.
Le sue coordinate sono 58°S e 178°W. 